# Frank Onyeka
Ogochukwu Frank Onyeka (født 1. januar 1998) er en nigeriansk professionel fodboldspiller, som spiller for Brentford, og Nigerias landshold.

## Klubkarriere

### FC Midtjylland
Onyeka begyndte hos FC Midtjyllands nigerianske samarbejdsklub FC Ebedei, før han i januar 2016 flyttede til Danmark. Han fik sin debut for førsteholdet i en pokalkamp imod Greve Fodbold den 20. september 2017.
Onyeka begyndte herfra at etablere sig som en del af truppen, og imponerede træner Jess Thorup på grund af sin evne til at spille i mange forskellige roller på banen. Han blev især fra 2018-19 sæsonen etableret som fast mand på midtbanen.

### Brentford
Onyeka skiftede i juli 2021 til Brentford. Han debuterede for klubben den 13. august i Brentfords første Premier League-kamp nogensinde, hvor at de slog Arsenal 2-0.

#### Leje til Augsburg
Onyeka skiftede i august 2024 til FC Augsburg på en lejeaftale. Han blev genforenet med træner Jess Thorup, som han havde spillet under i Midtjylland.

## Landsholdskarriere
Onyeka debuterede for Nigerias landshold den 9. oktober 2020.

## Titler
FC Midtjylland
- Superligaen: 2 (2017-18, 2019-20)
- DBU Pokalen: 1 (2018-19)